# Калініна Яна Миколаївна
Я́на Микола́ївна Калі́ніна (нар. 14 листопада 1994, Охтирка, Україна) — українська футболістка, нападниця полтавського клубу «Ворскли» та збірної України. Багаторазова краща бомбардирка чемпіонату України.

## Клубна кар'єра
Яна Калініна народилася в Охтирці, що на Сумщині. До сьомого класу грала у футбол лише з друзями, а до професійного спорту потрапила випадково — подруга попросила зіграти за футбольну команду її села, після чого дівчину запросили до збірної Сум. Там талановиту футболістку помітив тренер «Житлобуда-2» Євген Погорєлов, який і запропонував їй переїхати до Харкова.
В сезоні 2012 року Калініна разом з командою дебютувала в вищій лізі, зайнявши за підсумками сезону 6-те місце. В наступному сезоні команда посіла 5-те місце, а Яна Калініна забила 10 м'ячів.
В сезоні 2014 року  «Житлобуд-2» нав'язав гідну конкуренцію лідеру українського футболу — «Житлобуду-1», але набравши з ними однакову кількість очок, поступились першим місцем лише за додатковими показниками. Завдяки надрезультативній грі у останньому матчі чемпіонату проти столичного  «Атекса» (7 голів у одному матчі), Яна Калініна стала найкращим бомбардиром чемпіонату, записавши на свій рахунок 15 забитих м'ячів протягом сезону. 
У грудні Яні було присвоєно почесне звання «Майстер спорту України», а під час зимової першості України, що відбулася на початку 2015 року в Умані, Калініна в черговий раз підтвердила свій бомбардирський хист, ставши найрезультативнішою футболісткою турніру.
Чемпіонати України з футболу серед жінок 2016 та 2017 років принесли Яні Калініной золоті медали вищої ліги. 
23 вересня 2018 року в грі проти «Пантер» Калініна перетнула позначку в 100 професійних голів та увійшла до символичного клубу бомбардирів імені Світлани Фрішко.  З часом талант результативно перетворювати гольові моменти в забиті м'ячі, зробив Яну Калініну справжньою легендою «Житлобуду-2».
В сезонах 2019—2020 та 2020—2021 вона знову стала кращою бомбардиркою вищої ліги, забивши - 17 голів та 22 голи відповідно.
В сезоні  2022—2023  вона забила 39 голів і втретє поспіль стала найкращою бомбардиркою національної першості. 
1 вересня 2023 року в грі проти «Дніпро-1», Яна Калініна зробила хет-трик і перетнула історичну позначку в чемпіонаті України — вона стала першою авторкою 200 голів у національній першості.

## Кар'єра в збірній
Вперше була викликана до національної збірної України на жовтневі ігри відбору до Євро-2017 проти збірних Румунії та Франції, але в тих матчах так і не вийшла на поле. Дебют відбувся 21 січня 2016 року в товариському матчі проти збірної Ізраїля. Калініна замінила Тетяну Козиренко на 46-й хвилині гри.
Перший гол за збірну забила 8 березня 2016 року в кваліфікаційному матчі до Євро-2017 проти збірної Греції.

## Досягнення
Командні здобутки
Вища ліга України:
- Чемпіонка (6) 2016, 2017, 2020, 2023, 2024, 2025
- Срібна призерка  (4): 2014, 2018, 2019, 2021

Кубок України:
- Володарка (5) 2020, 2021, 2022, 2023, 2025

Індивідуальні досягнення
- Найкраща бомбардирка чемпіонату України (4): 2014, 2020, 2021, 2023
- Майстер спорту України (2014)

## Статистика
| Клуб         | Сезон   | Чемпіонат | Чемпіонат | Кубок | Кубок | Єврокубки | Єврокубки |
| Клуб         | Сезон   | Ігри      | Голи      | Ігри  | Голи  | Ігри      | Голи      |
| ------------ | ------- | --------- | --------- | ----- | ----- | --------- | --------- |
| «Житлобуд-2» | 2012    | 14        | 6         |       |       |           |           |
| «Житлобуд-2» | 2013    | 12        | 10        |       |       |           |           |
| «Житлобуд-2» | 2014    | 12        | 15        |       |       |           |           |
| «Житлобуд-2» | 2015    | 14        | 15        |       |       |           |           |
| «Житлобуд-2» | 2016    | 12        | 14        |       |       |           |           |
| «Житлобуд-2» | 2017    | 8         | 4         |       |       |           |           |
| «Житлобуд-2» | 2017/18 | 17        | 27        | 2     | 2     | 3         | 1         |
| «Житлобуд-2» | 2018/19 | 16        | 22        | 1     | 0     | 0         | 0         |
| «Житлобуд-2» | 2019/20 | 15        | 17        | 2     | 0     | 0         | 0         |
| «Житлобуд-2» | 2020/21 | 19        | 22        | 3     | 1     | 4         | 2         |
| «Житлобуд-2» | 2021/22 | 9         | 6         | 3     | 3     | 0         | 0         |
| «Ворскла»    | 2022/23 | 21        | 39        | 0     | 0     | 4         | 1         |
| «Ворскла»    | 2023/24 | 21        | 14        | 4     | 5     | 4         | 0         |
| «Ворскла»    | 2024/25 | 20        | 12        | 3     | 0     | 4         | 0         |